# Mohammed Khan
Mohammed Khan (ur. 22 listopada 1999) – fidżyjski piłkarz grający na pozycji lewego pomocnika w klubie Suva FC.

## Kariera reprezentacyjna
| Mecze i gole w reprezentacji | Mecze i gole w reprezentacji | Mecze i gole w reprezentacji | Mecze i gole w reprezentacji | Mecze i gole w reprezentacji | Mecze i gole w reprezentacji | Mecze i gole w reprezentacji | Mecze i gole w reprezentacji     |
| Fidżi U-20                   | Fidżi U-20                   | Fidżi U-20                   | Fidżi U-20                   | Fidżi U-20                   | Fidżi U-20                   | Fidżi U-20                   | Fidżi U-20                       |
| Lp.                          | Data                         | Miejsce                      | Gospodarz                    | Gość                         | Wynik                        | Gol                          | Rozgrywki                        |
| ---------------------------- | ---------------------------- | ---------------------------- | ---------------------------- | ---------------------------- | ---------------------------- | ---------------------------- | -------------------------------- |
| 1.                           | 07.08.2018                   | Pirae                        | Vanuatu U-20                 | Fidżi U-20                   | 1:3                          |                              | Puchar Narodów Oceanii U-20 2018 |
| 2.                           | 10.08.2018                   | Pirae                        | Wyspy Salomona U-20          | Fidżi U-20                   | 1:0                          |                              | Puchar Narodów Oceanii U-20 2018 |
| 3.                           | 13.08.2018                   | Pirae                        | Nowa Kaledonia U-20          | Fidżi U-20                   | 1:1                          |                              | Puchar Narodów Oceanii U-20 2018 |